# Abházia
Abházia (abházul Аҧсны [Apsznü], grúzul აფხაზეთი [Aphazeti vagy Abhazeti], oroszul Абхазия [Abhazija]) tisztázatlan státuszú terület a Kaukázusban. 1992 óta de facto független állam, azonban függetlenségét csak Oroszország, Venezuela, Nicaragua, Nauru és Szíria ismeri el; ugyanakkor a grúz kormány és szinte minden más ENSZ-tagállam Grúzia autonóm területének tekinti, még akkor is, ha gyakorlatilag nincs befolyása a térségre. Grúzia Abháziát Oroszország által megszállt területének tekinti.
Abházia az Oroszország által az ún. befagyasztott konfliktusok révén létrehozott Dnyeszter Menti Köztársaság és Dél-Oszétia régiókkal együtt az el nem ismert államok közösségét alkotja, amelyek kölcsönösen támogatják egymást szuverenitási törekvéseikben.
Az enyhe, szubtrópusi éghajlatáról, valamint gyógyüdülőhelyeiről és strandjairól ismert Abházia a szovjet korszak egyik legnépszerűbb belföldi turisztikai célpontja volt.

## Földrajz

Abházia domborzati térképe

Északról az Oroszországi Föderáció (a Krasznodari határterület és Karacsáj-Cserkeszföld), délkeletről Grúzia, délnyugatról a Fekete-tenger határolja.

### Domborzat
A Nyugat-Kaukázus déli oldalán fekszik. A területének nagy részét (kb. 75%-át) a Kaukázus nyúlványai foglalják el: a Gagra, Bzyb, Abház és Kodori vonulatok.
Délkelet felől a Kolkhisz-alföld nyúlik át Abháziába, fokozatosan leszűkülve. A Kodori folyótól északnyugatra a part mentén keskeny síkság húzódik. Gagrától kb. hat kilométerre található a festői Mamzúshkha-hegy (abh.: Мамӡы́шьха).
Legmagasabb pontja a Dombaj Ulgen (4046 m).
Itt van a világ két legmélyebb ismert barlangja:
- a Kruber-barlang (mélysége kb. 2080–2200 méter), amely Gagrától nem messze található,
- a Verjovkina-barlang (mélysége kb. 2210 méter).

### Vízrajz
A folyók viszonylag rövidek.
Főbbek közülük: a Kodori és a Bzib. A folyókat túlnyomórészt az eső és a hó táplálja, tavaszi és nyári áradások fordulnak elő.
A Geg(szki) körülbelül 70 méter magas vízesése nagyon népszerű a turisták körében. Abházia ÉNy-i részén, a Gagrai-hátság északi nyúlványában található, 530 méteres tengerszint feletti magasságban. A Sherlock Holmes és Watson doktor kalandjai című filmben itt forgatták az egyik jelenetet.

### Éghajlat
A partvidék éghajlata szubtrópusi, a hegyekben magashegyi. Sok az eső, a partvidéken évi 1000–1500 mm, a hegyekben 1700–3500 mm.

## Története
1991-ben, a Szovjetunió felbomlását követően a volt Grúz Szovjet Szocialista Köztársaság független állammá vált, és az Abház Autonóm Szovjet Szocialista Köztársaság autonóm köztársaságként ebbe az új államba került. Az abházok és a grúzok közötti etnikai súrlódás azonban a függetlenség egyoldalú kikiáltásához vezetett 1992. július 23-án.
A grúz csapatok és az orosz és abház félkatonai szervezetek közötti véres háború után 1994-ben tűzszünetet kötöttek, és 2008-ig Abházia de facto független állam maradt, nemzetközi elismerés nélkül, de az Orosz Föderáció támogatásával.
2006-ban a grúz csapatok bevonultak Abháziába, és kiterjesztették uralmukat Felső-Abházia területére. Ugyanezen év szeptember 27-e óta az említett területen megalakult a de jure kormány, amelynek székhelye Chjalta városában volt. A grúz előőrsöt azonban a második dél-oszétiai háború kitörése után, 2008 augusztusában Oroszország katonai beavatkozását követően kiutasították Abházia területéről. Ugyanezen hónap 26-án az Orosz Föderáció lett az első ország, amely elismerte a függetlenségét.

## Politika
1992 óta de facto független állam, de a legtöbb ország Grúzia részeként tekint rá. Grúzia a régiót autonóm köztársaságként ismeri el.
A Colorado Boulder Egyetem 2010-es tanulmánya szerint Abházia lakosságának túlnyomó többsége támogatja a függetlenséget, míg egy kisebb csoport az Orosz Föderációhoz való csatlakozás mellett áll ki. Az abházok között a Grúziával való újraegyesítés támogatottsága nagyon alacsony.

### Elismertsége
ENSZ tagországok részéről:
- Oroszország: az orosz-grúz háború után 2008. augusztus 26-án ismerte el Abházát független országként.
- Nicaragua: 2008. szeptember 5-én ismerte el Abházát.[10]
- Venezuela: 2009. szeptember 10-én ismerte fel Abházát.
- Nauru: 2009. december 15-én ismerte el Abházát.
- Szíria: 2018. május 29-én ismerte el Abházát.[11]

Nem ENSZ tagországok részéről:
- Dél-Oszétia: 2006. november 17-én ismerte el Abházát.
- Dnyeszter Menti Köztársaság: 2006. november 17-én ismerte el Abháziát.
- Hegyi-Karabah Köztársaság: 2006. november 17-én ismerte el Abházát.

ENSZ tagországok melyek elismerték, majd később visszavonták az elismerésüket:
- Vanuatu: 2011. május 23-án ismerte el Abháziát, de 2013. május 20-án visszavonta az elismerést.[12][13]
- Tuvalu: 2011. szeptember 18-án ismerte el Abházát, de 2014. március 31-én visszavonta az elismerést.[13]

### Államszervezet
Abházia félelnöki rendszerű köztársaság.

### Közigazgatási beosztás

1) Gagra
2) Gudauta
3) Szuhumi
4) Gulripsi
5) Ocsamcsira
6) Tkuarcsali
7) Gali

Abháziát 7 járás és 1 város alkotja.
|  | - Gagrai járás - Gali járás - Gudautai járás - Gulripsi járás - Ocsamcsirai járás - Szuhumi járás - Szuhumi város - Tkuarcsali járás |

### Védelmi rendszer
Az ország hadereje az Abház Fegyveres Erők, melynek alapját az Abház Nemzeti Gárda adta 1992 elején. A legtöbb hadieszköz a Godauta-i (Гəдоуҭа/Гудаута) légi támaszpontra érkezett Oroszországból. Maga a haderő szárazföldi erőkből áll, azonban van kisebb haditengerészete és légiereje is. Oroszország körülbelül egy 1600 fős biztosító erőt állomásoztat az általa elismert országban, melyet bármikor a duplájára (ezredszintűre) képes emelni.
- Abházia szárazföldi ereje megközelítőleg 5000 főt számlál, amelyben ejtőernyős és egyéb különleges műveleti egységek is tartoznak. Az országot fenyegető fegyveres összecsapások esetén ez a létszám közel tízszeresére, azaz 50 000 főre emelhető.
- A haditengerészete három flottaegységből áll, melyek Szuhumiban, Ocsamcsirában és Picunda-ban (Пиҵунда/Пицунда) állomásoznak.
- Légierője alapvetően kis létszámú (15-20 db), de igen nagy típusválasztékú, ami a gazdaságos fenntartást nehezíti.

## Demográfia

A Kaukázus vidékének etnikumai

### Főbb települések
Főbb települései: Szuhumi, Tkvarcseli, Ocsamcsira, Gal (Gali).

### A népesség változása
| Lakosok száma | 240 705 | 242 000 | 245 246 |
|               | 2011    | 2016    | 2018    |

### Etnikai megoszlás
A 2011-es népszámlálás alapján a lakosság etnikailag: abház (50,71%), örmény (17,39%), grúz (17,93%), orosz (9,17%).
A Fekete-tenger partján fekvő Adzjubzsában és környékén valaha népes színesbőrű lakosság élt, akiket fekete abházoknak neveztek. Hogy pontosan miként kerültek afrikaiak Abháziába, ez még a mai napig nem tisztázott.

### Vallás
Vallásilag a század elején (2003) a lakosság kb. 60%-a keresztény, 16%-a muszlim, 8%-a újpogány, a maradék egyéb vagy vallástalan.
A hagyományos pogány abház vallást soha nem tudták kiirtani; a vallás rituáléit titokban adták tovább. Az 1980-as évektől, majd a Szovjetunió összeomlása utáni 1990-es évektől ezen abház ősvallás újjáéledése volt megfigyelhető.

### Egyéb
Igen sok száz éven felüli ember él itt. Szuhumiban külön tudományos intézet kutatja a hosszú élet titkát.

## Gazdaság
Abházia gazdaságilag mára teljesen alá van rendelve Oroszországnak, Grúziával mindenféle gazdasági kapcsolatot megszakított. Az ország nem használ saját pénznemet, helyette az orosz rubel a hivatalos fizetőeszköz. 2011-ben a szakadár kormány költségvetésének mintegy fele orosz segélypénzből volt finanszírozva.
A régió jelentős gazdasági problémákkal küzd, jelentős mértékű a feketegazdaság, a legális ágakban szervezett bűnözői csoportok is éppúgy jelen vannak, továbbá kiterjedt a korrupció is.

### Mezőgazdaság
Abházia termőtalaja kimondottan jó minőségű. A mezőgazdaságban főleg dohányt, teát és mandarint állítanak elő. Az ágazat stabil. A Fekete-tenger nyújtotta kedvező klíma miatt igen jelentős a bortermelés, miként a szomszédos Grúziában is.

### Ipar
Ipara szerény, az energiatermelést az Enguri vízerőmű adja, melyet továbbra is közösen üzemeltet Grúziával.

### Külkereskedelem
Fő kereskedelmi partnerek:  Oroszország (64%),  Törökország (18%), Balti államok (5%),  Moldova (2%),  Németország (2%), Ukrajna (1%),  Kína (1%).

## Közlekedés

### Vasúti közlekedés
A vasúti közlekedést teljes egészében az orosz állami vasutak irányítják, amely az abház vasutak részbeni tulajdonosa is. A vonatok leginkább Oroszország felé közlekednek.

## Turizmus
Az abház turisztikai célpontok elsődleges látogatói főként oroszok. Elsősorban azok jönnek ide, akik nem engedhetik meg maguknak pl. a törökországi vagy bulgáriai, esetleg egyiptomi utazásokat, ugyanis Abháziában minden jóval olcsóbb, továbbá nincs vízumkötelezettség se.
Az abháziai strandok már a szovjet időszakban is nagyon népszerűek voltak. Akkoriban még egy-egy alkalommal magyar turisták ellátogattak ide, akik idejük nagyrészét a közeli Szocsiban töltötték. 1991-ben is még legalább 200 ezer fő fölött volt a látogatók száma. Az Abháziában dúló konfliktusok miatt a turizmus alábbhagyott, de miután a feszültségnek vége lett, újból beindult. Az olcsó árak ellenére viszont nagyon színvonal alatti a kínálat, sőt a turisztikai infrastruktúra még mindig ugyanolyan, mint a szocialista időkben. Ez ugyan vonzó lehet azoknak, akik kedvelik a retrográd-turizmust, esetleg katasztrófaturisták.

## Kultúra

### Gasztronómia
Az abház konyha fogásai gyakran igen édesek és fűszeresek. Mind a húsos, mind a zöldséges ételek gyakoriak, s a tenger közelsége miatt szinte mindig jelen van a friss hal. A desszertek és különböző édességek alapanyagai a méz, dió és különféle magvak.
Ebédre levest, húst, kenyeret és zöldségeket szeretnek enni az abházok. Egyik jellemző fogás az ajika, amely halból és húsból készülő pépes étel, fűszerek, erőspaprika és dió hozzáadásával. A másik, a polenta, egy puliszkához hasonló kásás étel kukoricából, melyet szintén húsukhoz tálalnak. A libio dióból, babból és korianderből tevődik össze.
Az abházok jellegzetes kenyere a chudu, egy vastag lepénykenyér. Nagyon sok húsétel készül baromfiból.

## Ünnepek
Hivatalos ünnepek:
| Dátum                        | Név                   | Abház név  | Orosz név, megj.                                                                       | Megjegyzés                                                                                |
| ---------------------------- | --------------------- | ---------- | -------------------------------------------------------------------------------------- | ----------------------------------------------------------------------------------------- |
| Január 1–2.                  | Újév                  |            | Новый год                                                                              |                                                                                           |
| Január 7.                    | ortodox karácsony     |            | Рождество Христово                                                                     |                                                                                           |
| Január 14.                   | Azhyrnykhua           | Ажьырныҳәа | Ажьырныхуа                                                                             | a világ teremtésének ünnepe                                                               |
| Március 8.                   | Nemzetközi nőnap      |            | Международный женский день                                                             |                                                                                           |
| Május 9.                     | A győzelem napja      |            | День Победы                                                                            | A fasiszta Németország és a II. vh. vége Európában                                        |
| Május 23.                    | Simon apostol ünnepe  |            | День Святого Апостола Симона Кананита                                                  |                                                                                           |
| Május 31.                    | Emléknap              |            | День памяти жертв Кавказской войны и насильственного выселения горских народов Кавказа | Emlékezés napja a kaukázusi háborúra és a kaukázusi hegyi népek erőszakos kilakoltatására |
| Július 23.                   | A zászló napja        |            | День Флага Республики                                                                  | nemzeti ünnep – 1992 júl. 23                                                              |
| Augusztus 14.                | A haza hőseinek napja |            | День памяти защитников Отечества                                                       | 1992 aug. 14 – abház-grúz háború kezdete                                                  |
| Szeptember 30.               | A függetlenség napja  |            | День освобождения Республики Абхазия/ День независимости Абхазии                       | 1993. szeptember 30. – abház–grúz háború vége, Abházia de facto független lett            |
| November 26.                 | Az alkotmány napja    |            | День Конституции Республики Абхазии                                                    | 1994 nov 26 – jelenlegi alkotmányt elfogadják                                             |
| December 14.                 | emléknap              |            | День памяти детей, погибших в Отечественной войне в Абхазии (1992—1993 гг.)            | gyerekek seregét ölték meg 1992. dec. 14-én, a háború alatt                               |
| iszlám naptár: Dhul Hijja 10 | Eid al-Adha           |            | Курбанныхуа                                                                            | iszlám ünnep                                                                              |

## Emberi jogok Abháziában
A Freedom House Abháziát részben szabadnak minősítette. Egy 2009-es jelentés komoly problémának nevezte meg az országban a korrupciót és az elmenekült grúzok helyzetének kérdését, valamint az elmúlt évtizedek háborús konfliktusai során, a grúz nemzetiségűek ellen folytatott etnikai tisztogatások kivizsgálását. 2008-ban Abházia megbízott emberjogi biztosa Georgij Otyirba volt. Az ENSZ már 1996 óta működtet emberi jogi hivatalt a térségben.
Bár több független újság és rádió is van Abháziában, a médiát részben az állam ellenőrzi. A kormánnyal és vezető politikusokkal szembeni kritikusokat gyakorta elnyomják és rágalmazás címén fogják perbe őket.
Az ország alkotmánya is tartalmaz kifogásolható részeket, így az okmány kitételként nevezi meg, hogy Abházia miniszterelnöke csakis abház etnikumú lehet.

## Galéria

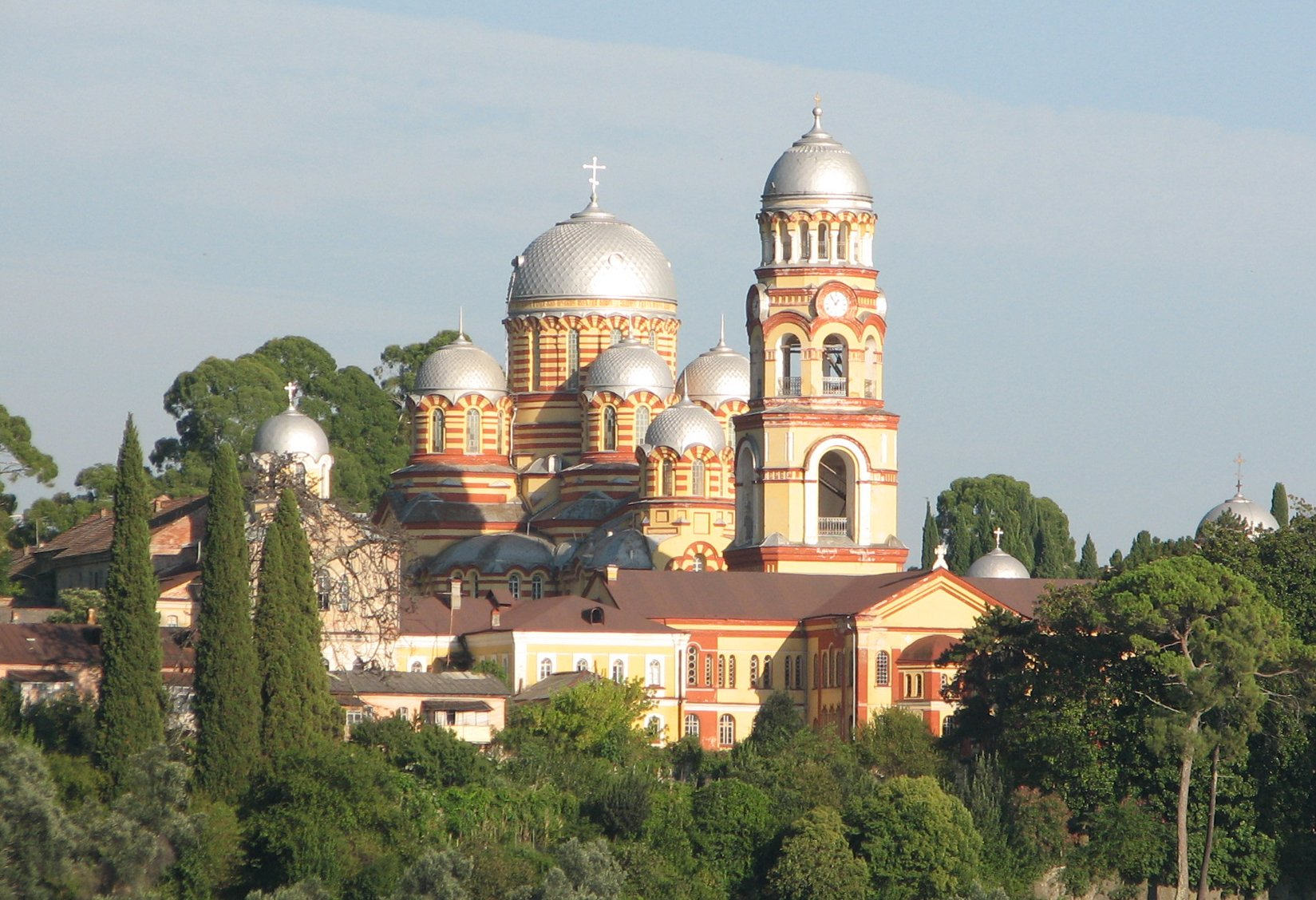
Új-Athosz kolostortemploma
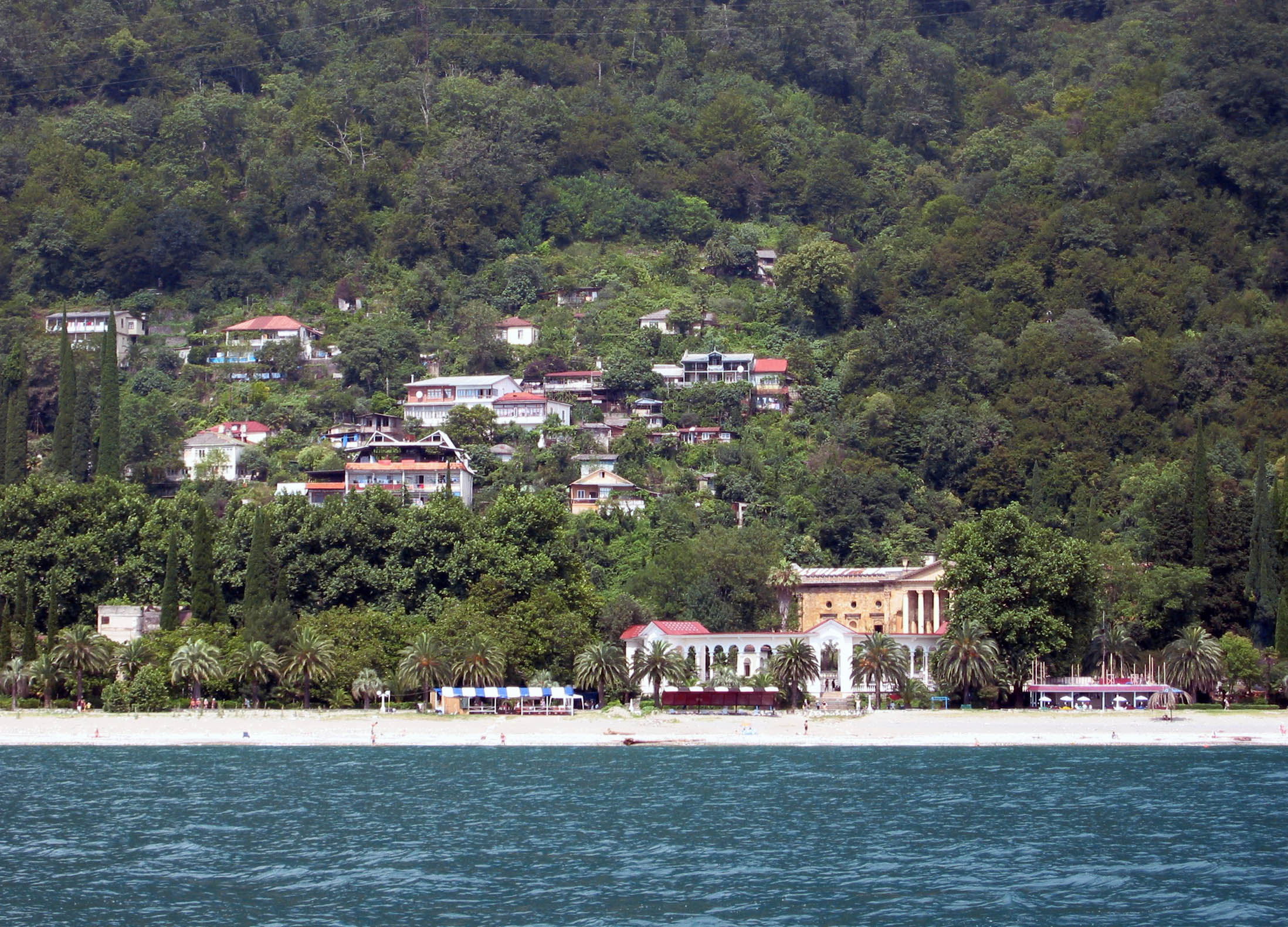
Gagra
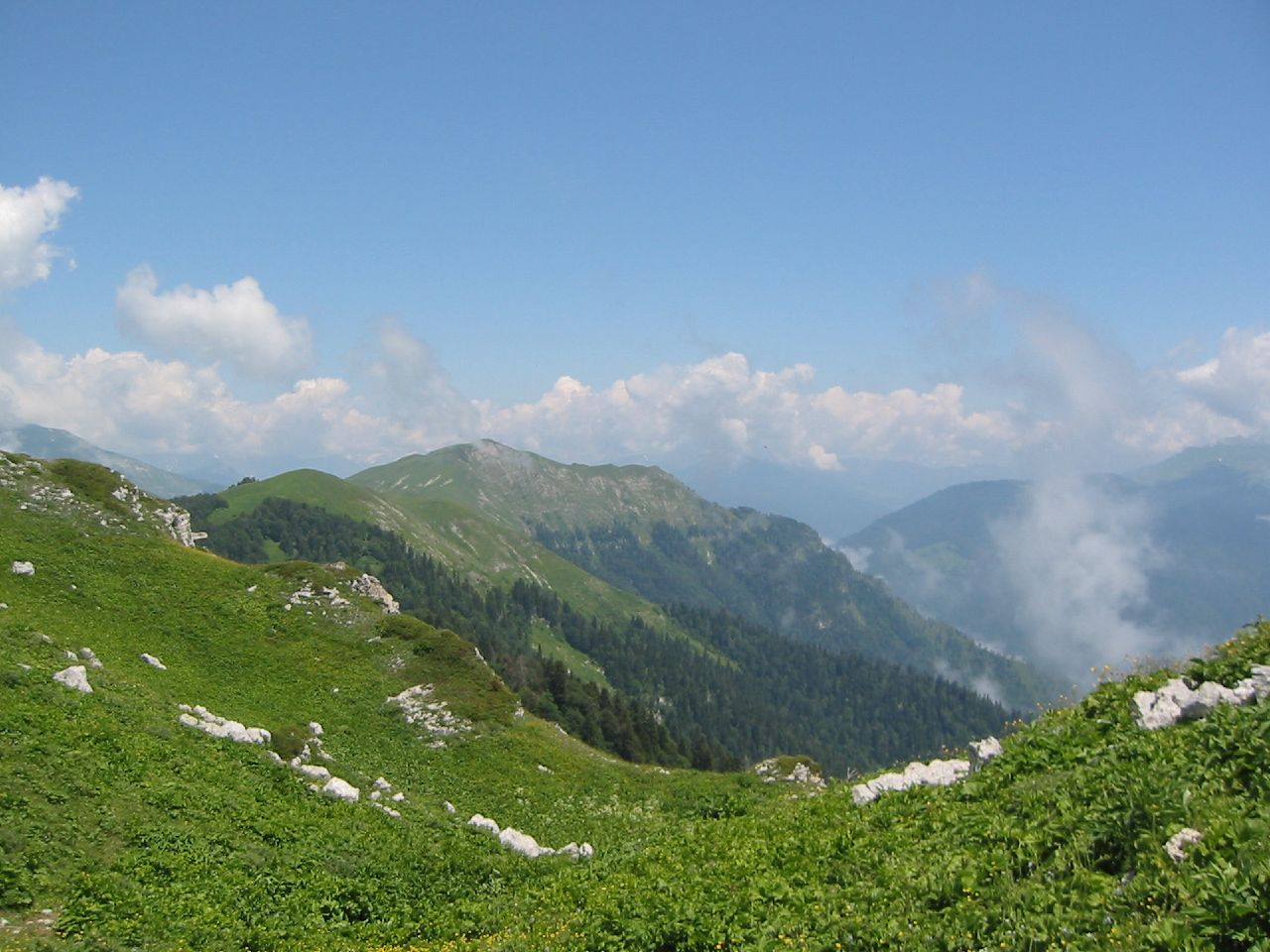
Gagrai-hegység
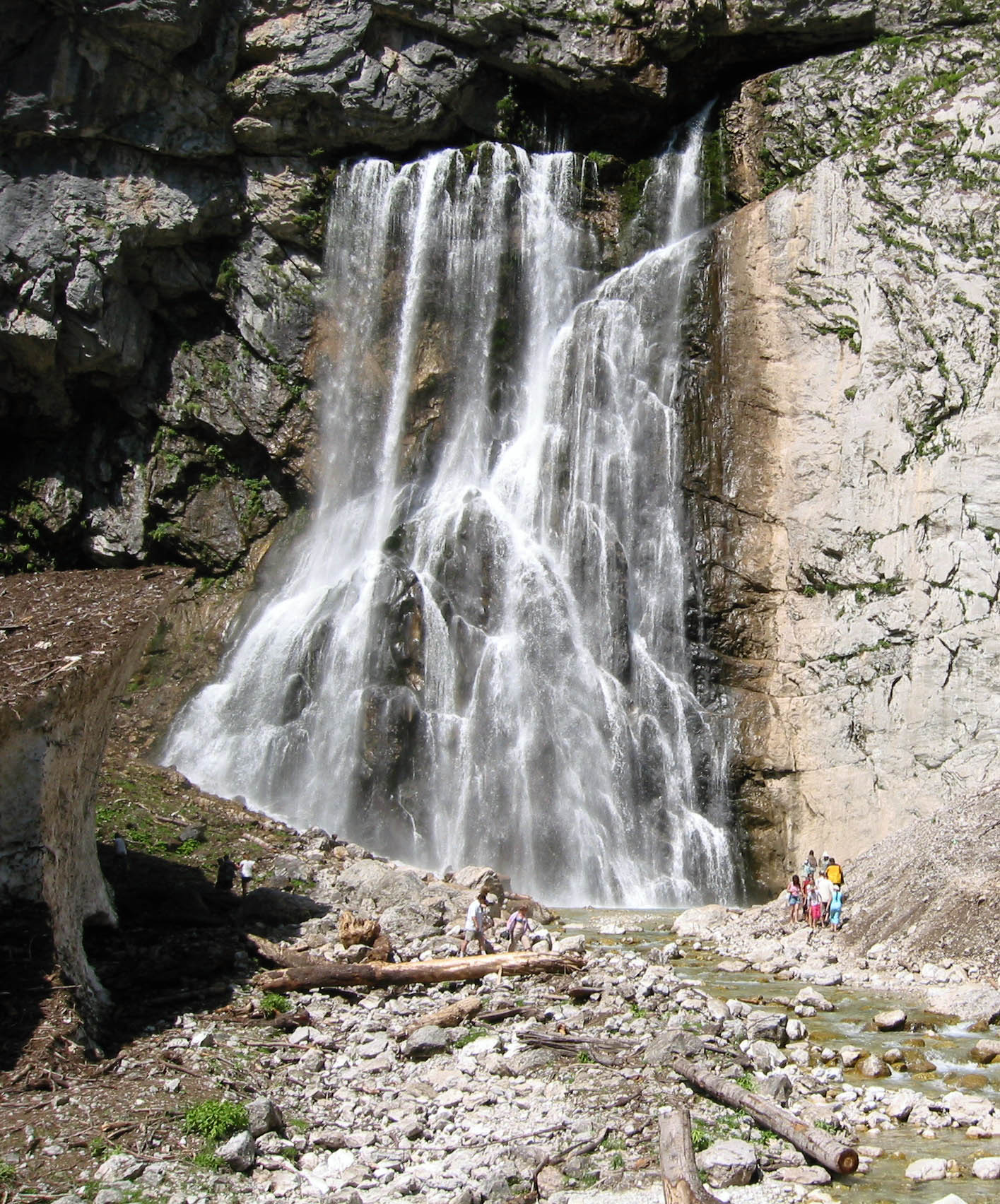
A Geg vízesés
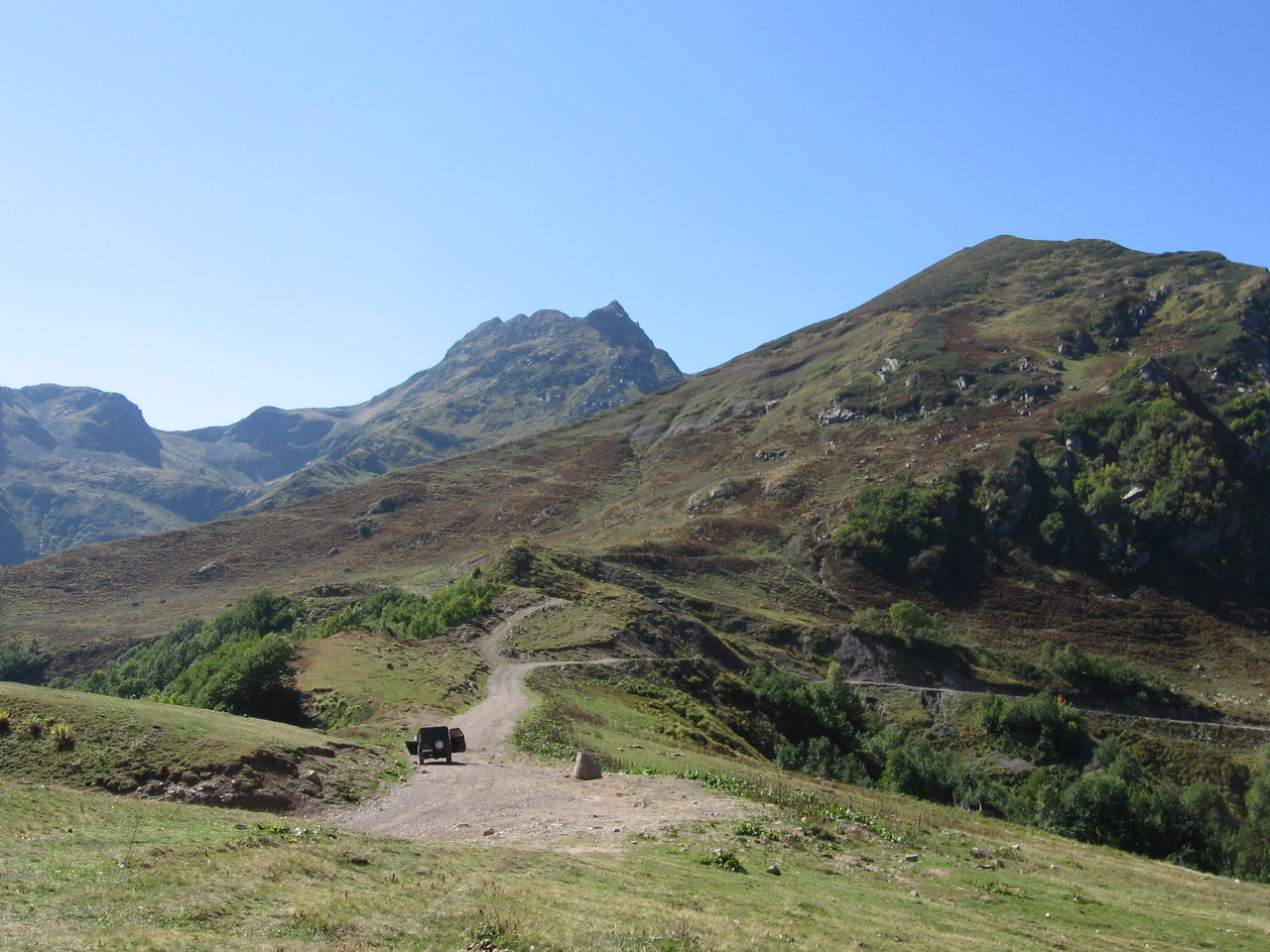
Anchko-hágó
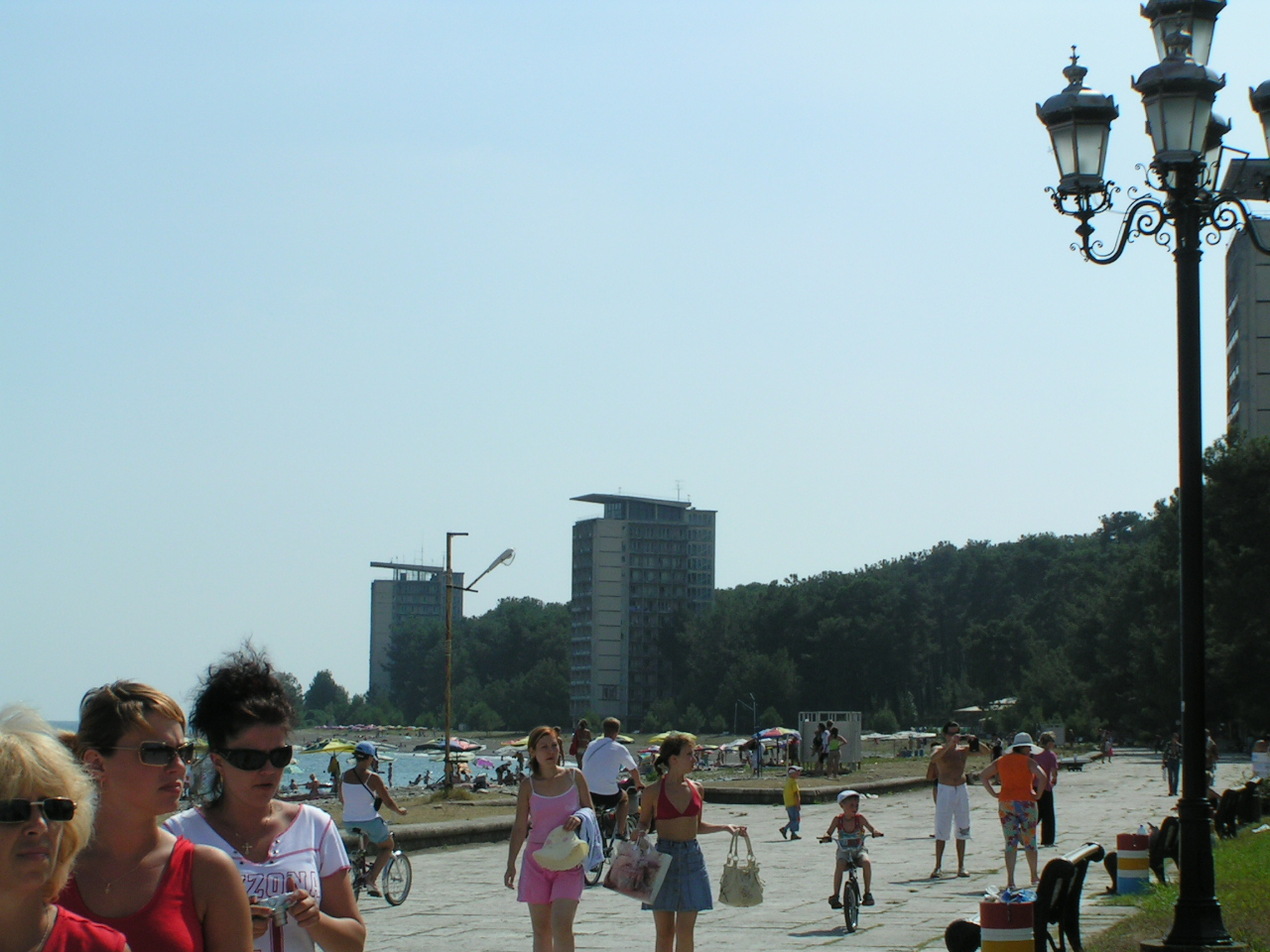
Picunda tengerpartja
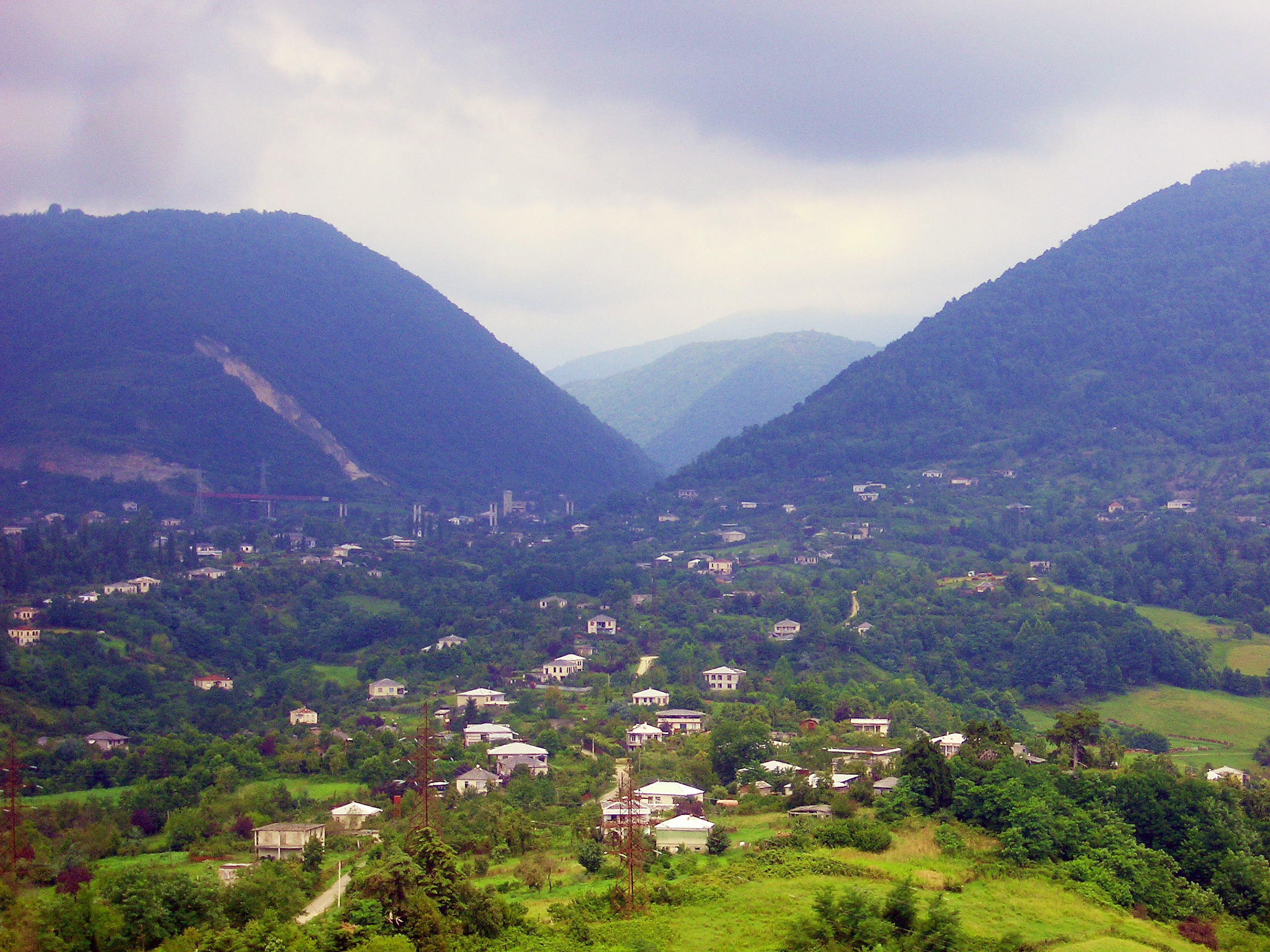
Kamani falu